# NCSM Ungava (J149)
Pour les autres navires du même nom, voir NCSM Ungava.
Le NCSM Ungava (pennant number J149) (ou en anglais HMCS Ungava) est un dragueur de mines de la Classe Bangor lancé pour la Royal Canadian Navy (RCN) et qui a servi pendant la Seconde Guerre mondiale.

## Conception
Le Ungava est commandé dans le cadre du programme de la classe Bangor de 1939-40 le 28 novembre 1940 pour le chantier naval de North Vancouver Ship Repairs Limited de North Vancouver en Colombie-Britannique au Canada. La pose de la quille est effectuée le 30 décembre 1940, le Ungava est lancé le 26 mai 1941 et mis en service le 26 février 1942.
La classe Bangor doit initialement être un modèle réduit de dragueur de mines de la classe Halcyon au service de la Royal Navy,. La propulsion de ces navires est assurée par 3 types de motorisation: moteur diesel, moteur à vapeur à pistons double ou triple expansions et turbine à vapeur. Cependant, en raison de la difficulté à se procurer des moteurs diesel, la version diesel a été réalisée en petit nombre.
Les dragueurs de mines de classe Bangor version canadienne déplacent 683 tonnes en charge normale . Afin de pouvoir loger les chaufferies, ce navire possède des dimensions plus grandes que les premières versions à moteur diesel avec une longueur totale de 54,9 mètres, une largeur de 8,7 mètres et un tirant d'eau de 2,51 mètres. Ce navire est propulsé par 2 moteurs alternatifs verticaux à triple détente alimentés par 2 chaudières à tubes d'eau à 3 tambours Admiralty et entraînant deux arbres d'hélices. Le moteur développe une puissance de 2 400 chevaux-vapeur (1 790 kW) et atteint une vitesse maximale de 16 nœuds (30 km/h). Le dragueur de mines peut transporter un maximum de 152 tonnes de fioul.
Leur manque de taille donne aux navires de cette classe de faibles capacités de manœuvre en mer, qui seraient même pires que celles des corvettes de la classe Flower. Les versions à moteur diesel sont considérées comme ayant de moins bonnes caractéristiques de maniabilité que les variantes à moteur alternatif à faible vitesse. Leur faible tirant d'eau les rend instables et leurs coques courtes ont tendance à enfourner la proue lorsqu'ils sont utilisés en mer de face.
Les navires de la classe Bangor sont également considérés comme exiguës pour les membres d'équipage, entassant 6 officiers et 77 matelots dans un navire initialement prévu pour un total de 40.

## Histoire

### Seconde Guerre mondiale
Le Ungava est mis en service dans la Marine royale canadienne le 5 septembre 1941 à Vancouver. Après ses essais en mer, le Ungava est affecté à la Halifax Force (Force de Halifax (Nouvelle-Écosse)). Il reste avec l'unité jusqu'en mai 1943, date à laquelle il reçoit l'ordre de se joindre à la Gaspe Force (Force de Gaspé) au Québec, pour escorter les convois dans le fleuve Saint-Laurent. Plus tard cette année-là, en décembre, il retourne à la Halifax Force et sert dans cette unité pendant cinq mois supplémentaires.
En mai 1944, il est transféré à la Sydney Force (Force de Sydney (Nouvelle-Écosse)), où il passe le reste de l'année avec cette unité avant de retourner à la Halifax Force en février 1945.
Le Ungava sert dans la Halifax Force jusqu'en avril 1945, date à laquelle il subit un carénage à Liverpool (Nouvelle-Écosse) qui dure jusqu'en mai 1945. À son retour, il est utilisé pour diverses tâches le long de la côte Est jusqu'à ce qu'il soit désarmé le 3 avril 1946.

### Après-guerre
Le Ungava est vendu à T. Harris de Barber dans le New Jersey aux États-Unis, pour être démantelé en 1947,.

### Honneurs de bataille
- Atlantic 1941-44
- Gulf of St. Lawrence 1944

### Participation auxconvois
Le Ungava a navigué avec les convois suivants au cours de sa carrière:
1. Convoi BX 145
2. Convoi HX 176
3. Convoi HX 180
4. Convoi HX 272
5. Convoi ON 69
6. Convoi ON 77
7. Convoi ON 128
8. Convoi ON 132
9. Convoi ON 217
10. Convoi SC 103
11. Convoi TA 25
12. Convoi XB 145

### Commandement
- Lieutenant (Lt.) Clifford Winterbottom (RCNR) du 26 juin 1942 au 3 novembre 1942
- Lieutenant (Lt.) Francis Samuel Eric Scoates (RCNR) du 4 novembre 1942 au 31 décembre 1942
- Lieutenant (Lt.) Denis Murray Coolican (RCNVR) du 1er janvier 1943 au 19 janvier 1944
- Lieutenant (Lt.) John McGlinchey Home (RCNVR) du 20 janvier 1944 à 15 octobre 1944
- Lieutenant (Lt.) Jack Whiles Radford (RCNR) du 16 octobre 1944 au 22 décembre 1944
- Lieutenant (Lt.) John McGlinchey Home (RCNVR) du 23 décembre 1944 au 1er septembre 1945
- Lieutenant (Lt.) Stuart Henderson (RCNR) du 2 septembre 1945 au 24 septembre 1945
- Lieutenant (Lt.) Frank Kinnear Ellis (RCNVR) du 23 décembre 1944 au 1er septembre 1945
- Lieutenant (Lt.) Fergus Cross (RCNR) du 2 septembre 1945 au 24 septembre 1945

Notes:
RCNR: Royal Canadian Naval Reserve
RCNVR: Royal Canadian Naval Volunteer Reserve 